# Alfred Edward Housman
Alfred Edward Housman (Bromsgrove, 26 marzo 1859 – Cambridge, 30 aprile 1936) è stato un poeta e filologo classico inglese, anche noto per aver scritto la raccolta poetica A Shropshire Lad (Un ragazzo dello Shropshire).
Come filologo classico, curò le edizioni di Manilio (1903-30), di Giovenale (1905) e di Lucano (1926).
La sua produzione poetica, rigorosa nella forma volutamente scarna, è l'espressione di un cupo pessimismo che ricorda Thomas Hardy.

## Biografia
Housman nacque a Fockbury, nel Worcestershire, primo di sette figli. Anche suo fratello Laurence Housman e sua sorella Clemence Housman diventarono scrittori.
Housman studiò prima nella King Edward's School, poi nella Bromsgrove School dove acquisì una solida base culturale e vinse premi per la sua poesia. Nel 1877 vinse una borsa di studio al St John's College dell'Università di Oxford, dove studiò lettere classiche. Fu uno studente brillante, che vinse primi premi nelle materie classiche, ma una persona schiva i cui unici amici furono i compagni di stanza Moses Jackson e Alfred William Pollard.

Housman, che era omosessuale, per quanto in segreto, s'innamorò del bello ed atletico Jackson, che però, essendo eterosessuale, lo rifiutò, anche se i due rimasero amici. Questa esperienza, riflessa in alcune delle sue poesie, potrebbe essere una spiegazione dell'inaspettato insuccesso di Housman nei suoi esami finali nel 1881. Housman prese questa bocciatura molto seriamente, ma riuscì a prendere una laurea l'anno successivo, dopo un breve periodo d'insegnamento nella Bromsgrove School.
Dopo la laurea, Jackson ottenne un lavoro come impiegato nell'ufficio dei brevetti a Londra e procurò un lavoro nello stesso ufficio anche ad Housman. I due condivisero un appartamento col fratello di Jackson, Adalbert, fino al 1885, quando Housman andò a vivere da solo. (Moses Jackson si sposò e si trasferì a Ceylon nel 1887 e Adalbert Jackson morì nel 1892).
Housman continuò gli studi classici per conto proprio e pubblicò saggi su autori come Orazio, Properzio, Ovidio, Eschilo, Euripide e Sofocle. Gradualmente acquisì una tale reputazione che nel 1892 si vide offrire la cattedra di latino allo University College London, che accettò.
Sebbene la sfera di responsabilità di Housman come professore includesse sia la lingua greca sia quella latina, egli dedicò la maggior parte delle sue energie allo studio dei classici latini. La sua reputazione in questo campo crebbe costantemente e nel 1911 egli ottenne il Professorato Kennedy di latino al Trinity College dell'Università di Cambridge, dove sarebbe rimasto per il resto della sua vita.
Nel 1903-1930, Housman pubblicò la sua edizione critica in cinque volumi dell'Astronomicon di Marco Manilio. Curò anche la pubblicazione di lavori di Giovenale (1905) e del poeta Lucano (1926). Molti colleghi erano spaventati dai suoi pungenti attacchi critici verso coloro che egli riteneva colpevoli di una sciatteria indegna di un letterato. Ai suoi studenti apparve sempre come una severa, riservata e remota autorità. Gli unici piaceri che si concedeva nel tempo libero erano quelli della buona tavola, ai quali si dedicava mediante frequenti viaggi in Francia ed in Italia (a questi soggiorni riservava anche le sue segrete avventure omosessuali).
Housman considerò sempre gli studi classici come la sua vera vocazione e trattò sempre la poesia come un'attività secondaria. Non discusse mai in pubblico della sua poesia fino al 1933, quando tenne una conferenza, "Il nome e la natura della Poesia" ("The Name and Nature of Poetry"), nella quale sostenne che la poesia dovrebbe fare appello alle emozioni piuttosto che all'intelletto.
Morì tre anni dopo a Cambridge. Le sue ceneri sono sepolte accanto alla St Laurence's Church, a Ludlow, nello Shropshire.

## Poesia

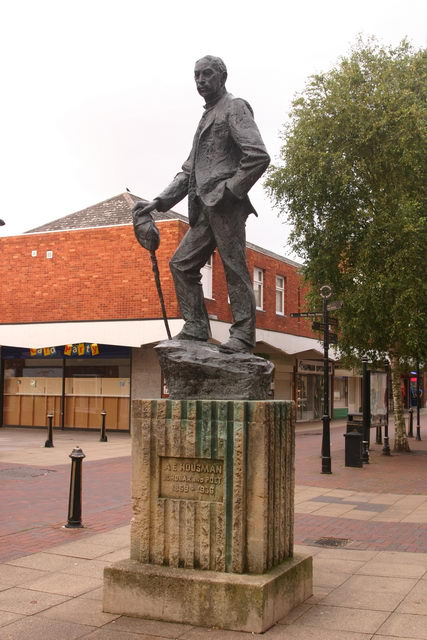
Statua di Housman a Bromsgrove

Durante i suoi anni a Londra, A. E. Housman completò il suo ciclo di 63 poesie, A Shropshire Lad (Un ragazzo dello Shropshire). Dopo che parecchi editori ne ebbero rifiutato la pubblicazione, parzialmente anche per il carattere velatamente omoerotico che non era sufficientemente invisibile, egli lo pubblicò a proprie spese nel 1896, con grande sorpresa dei suoi colleghi e studenti. Dapprima il libro stentò a decollare, ma la nostalgica descrizione di Housman dei coraggiosi soldati inglesi smosse gli animi dei lettori inglesi e le sue poesie divennero un duraturo successo. In seguito, la prima guerra mondiale accrebbe ulteriormente la sua popolarità.
Parecchi compositori, per primo Arthur Somervell, trovarono ispirazione nella semplicità delle sue poesie, assai vicina a quella delle canzoni popolari.
I più famosi arrangiamenti musicali sono di George Butterworth e di Ralph Vaughan Williams, insieme ad altri di Ivor Gurney, del compositore John Ireland e di Ernest John Moeran.

## Housman nella letteratura
Housman è il personaggio principale dell'opera teatrale di Tom Stoppard The Invention of Love (1998).
Il racconto Wenlock Edge contenuto nel libro di racconti brevi Troppa felicità, Torino, Einaudi, 2011 del Premio Nobel per la Letteratura 2013 Alice Munro, cita il poema On Wenlock Edge the Wood's in Trouble contenuto nella famosa raccolta del 1896 A Shropshire Lad di A.E. Housman. Oltre a diversi passi della lirica citati nel racconto, la storia della Munro verte sulle figure contrastanti di un giovane scapolo asessuato e di un vecchio mecenate dai gusti letterari raffinati e dalla spiccata sensibilità al fascino femminile.

## Opere
- 1896 -  A Shropshire Lad, su gutenberg.org. URL consultato il 9 aprile 2022. Traduzione italiana in:  A. E. Housman, Un ragazzo dello Shropshire e altre poesie. (con testo originale a fronte), a cura di Bianca Tarozzi, Firenze, Le Lettere, 2005,  p. 222, ISBN 88-7166-886-3.
- 1922 -  Last poems, su gutenberg.org. URL consultato il 9 aprile 2022. (Ultime poesie).
- 1936 - More poems (Altre poesie).